# Richard Garriott
Richard Allen Garriott de Cayeux (Cambridge, Anglia, 1961. július 4.–) angol–amerikai videojátákfejlesztő, űrturista.
A NASA asztronautájának, Owen Garriott-nak a fia, kezdetben mint játéktervező és programozó vált híressé. Az Ultima szerepjáték-sorozat létrehozója, aki az eredeti sorozat valamennyi epizódjának készítésében részt vett, emellett saját magát, mint Lord British, is beleírta a történetbe.

## Életpálya
Üzletember, aki videojátékokból szerezte vagyonát
2007 szeptembertől részesült űrhajóskiképzésben a Jurij Gagarin Űrhajóskiképző Központban, 30 millió dollár ellenében. Egy űrszolgálata alatt összesen 11 napot, 20 órát és 35 percet töltött a világűrben. Űrhajós pályafutását 2008. október 24-én fejezte be.

## Űrrepülések
Szojuz TMA–13 speciális űrturista. Összesen 11 napot, 20 órát és 35 percet töltött a világűrben. A második ember, az első második generációs amerikai űrhajós. Édesapja Owen Kay Garriott két alkalommal repült a világűrbe.
Az első ember Szergej Alekszandrovics Volkov, akinek édesapja Vlagyiszlav Nyikolajevics Volkov két alkalommal repült a világűrbe. Egy sor kísérletet végzett, oktatási- és népszerűsítő programokban vett részt. Fényképezte ugyanazokat a földfelszíni területeket, amelyeket édesapja is, több mint három évtizeddel ezelőtt. Művészi képességét felhasználva festett az űrállomáson, nagyon vigyázva, hogy a festékcseppek ne repüljenek szanaszét a súlytalanságban. Szojuz TMA–12 fedélzetén tért vissza kiinduló bázisára.